# كورت إم. كامبل
كورت إم. كامبل (بالإنجليزية: Kurt M. Campbell)‏ هو دبلوماسي بريطاني، ولد في 27 أغسطس 1957 في فريسنو في الولايات المتحدة.

## وصلات خارجية
- كورت إم. كامبل على موقع إن إن دي بي (الإنجليزية)